# Petrove
Petrove (în ucraineană Петрове) este așezarea de tip urban de reședință a raionului Petrove din regiunea Kirovohrad, Ucraina. În afara localității principale, mai cuprinde și satele Novomanuilivka, Oleksandrodar și Pokrovka.

## Demografie
Componența lingvistică a așezării de tip urban Petrove
     Ucraineană (94,1%)
     Rusă (5,62%)
     Alte limbi (0,2%)
Conform recensământului din 2001, majoritatea populației așezării de tip urban Petrove era vorbitoare de ucraineană (94,1%), existând în minoritate și vorbitori de rusă (5,62%).